# 푸레쇠시

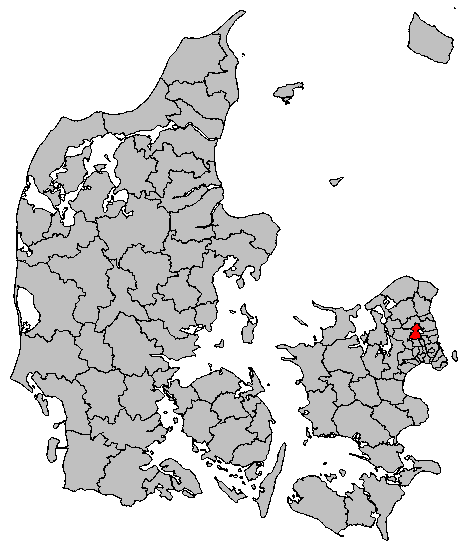
푸레쇠 시의 위치

푸레쇠시(덴마크어: Furesø Kommune)는 덴마크 수도 지역에 위치한 지방 자치체로 행정 중심지는 베를뢰세이며 면적은 56.81km2, 인구는 40,325명(2016년 4월 1일 기준), 인구 밀도는 710명/km2이다. 코펜하겐에서 북서쪽으로 20km 정도 떨어진 곳에 위치한다.